# Senatswahl in Tschechien 2018
Die Senatswahl in Tschechien 2018 fand am 5. und 6. Oktober statt, die Stichwahl am 12. und 13. Oktober. Bei Senatswahlen wird immer ein Drittel des Senats des Parlaments der Tschechischen Republik neu gewählt, es werden also 27 der 81 Mandate neu vergeben.

## Ergebnisse

### Zusammenfassung
Die bei Wahlen ins tschechische Oberhaus traditionell niedrige Wahlbeteiligung betrug im ersten Wahlgang 42,26 %, im zweiten 16,49 %. Die Regierungsparteien ANO und ČSSD konnten jeweils nur ein Mandat erringen, letztere verlor 12 Sitze im Senat. Die größten Zugewinne verzeichnete die rechtsliberale ODS, die 6 Sitze dazugewann. Außerdem konnten sich die Bürgermeisterpartei STAN sowie unabhängige Kandidaten durchsetzen. Die kommunistische KSČM verlor ihren letzten Sitz im Senat und ist erstmals nicht mehr in der zweiten Kammer des Parlaments vertreten.
Nur sechs von 27 Senatoren wurden wiedergewählt. Eine Besonderheit der Wahl war, dass  drei parteilose Kandidaten der Präsidentschaftswahl 2018 in den Senat einzogen: Jiří Drahoš, Pavel Fischer und Marek Hilšer.
- ČSSD: 13
- ANO: 7
- Unabh.: 5
- Sonst.: 6
- SZ: 3
- SEN 21: 2
- Piráti: 1
- STAN/SLK: 11
- S.cz: 1
- KDU: 13
- TOP 09: 3
- ODS: 15
- SsČR: 1

- ČSSD: 13
- ANO: 8
- fraktionslos: 3
- SEN 21: 6
- STAN: 18
- KDU: 15
- ODS: 18

| Partei | Partei                                                                  | Erster Wahlgang | Erster Wahlgang | Erster Wahlgang | Zweiter Wahlgang | Zweiter Wahlgang | Zweiter Wahlgang | Sitze ohne Neuwahl | Sitze insgesamt | ±   |
| Partei | Partei                                                                  | Stimmen         | %               | Sitze           | Stimmen          | %                | Sitze            | Sitze ohne Neuwahl | Sitze insgesamt | ±   |
| ------ | ----------------------------------------------------------------------- | --------------- | --------------- | --------------- | ---------------- | ---------------- | ---------------- | ------------------ | --------------- | --- |
|        | Občanská demokratická strana (ODS)                                      | 163 630         | 15,02           | 0               | 116 376          | 27,86            | 10               | 5                  | 15              | +6  |
|        | ANO 2011 (ANO)                                                          | 147 477         | 13,53           | 0               | 57 500           | 13,76            | 1                | 6                  | 7               | ±0  |
|        | Česká strana sociálně demokratická (ČSSD)                               | 100 478         | 9,22            | 0               | 33 887           | 8,11             | 1                | 12                 | 13              | −12 |
|        | Křesťanská a demokratická unie – Československá strana lidová (KDU-ČSL) | 99 383          | 9,12            | 1               | 34 833           | 8,34             | 1                | 11                 | 13              | −1  |
|        | Komunistická strana Čech a Moravy (KSČM)                                | 80 371          | 7,38            | 0               | 3 578            | 0,86             | 0                | 0                  | 0               | −1  |
|        | Starostové a nezávislí (STAN)                                           | 79 025          | 7,25            | 1               | 47 317           | 11,33            | 4                | 4                  | 9               | +4  |
|        | Svoboda a přímá demokracie (SPD)                                        | 70 110          | 6,43            | 0               |                  |                  |                  | 0                  | 0               | ±0  |
|        | Česká pirátská strana (Piráti)                                          | 66 281          | 6,08            | 0               | 17 528           | 4,20             | 1                | 0                  | 1               | ±0  |
|        | TOP 09                                                                  | 41 980          | 3,85            | 0               | 22 580           | 5,40             | 1                | 2                  | 3               | +1  |
|        | Senátor 21 (SEN 21)                                                     | 33 860          | 3,11            | 0               | 24 250           | 5,80             | 1                | 1                  | 2               | +2  |
|        | Strana soukromníků České republiky (SsČR)                               | 12 265          | 1,13            | 0               | 7 176            | 1,72             | 0                | 1                  | 1               | ±0  |
|        | Ostravak                                                                | 6 178           | 0,57            | 0               | 4 906            | 1,17             | 1                | 0                  | 1               | ±0  |
|        | Hnutí pro Prahu 11 (HPP-11)                                             | 4 980           | 0,46            | 0               |                  |                  |                  | 1                  | 1               | ±0  |
|        | Strana Práv Občanů (SPOZ)                                               | 3 286           | 0,30            | 0               |                  |                  |                  | 0                  | 0               | −2  |
|        | Strana zelených (SZ)                                                    | 1 818           | 0,17            | 0               |                  |                  |                  | 3                  | 3               | −1  |
|        | Starostové pro Liberecký kraj (SLK)                                     |                 |                 |                 |                  |                  |                  | 2                  | 2               | ±0  |
|        | Nestraníci (NK)                                                         |                 |                 |                 |                  |                  |                  | 1                  | 1               | ±0  |
|        | Severočeši.cz (S.cz)                                                    |                 |                 |                 |                  |                  |                  | 1                  | 1               | −1  |
|        | Spojení demokraté – Sdružení nezávislých (SD-SN)                        |                 |                 |                 |                  |                  |                  | 1                  | 1               | +1  |
|        | Občané Spolu – Nezávislí (OSN)                                          |                 |                 |                 |                  |                  |                  | 1                  | 1               | ±0  |
|        | Občané patrioti (OPAT)                                                  |                 |                 |                 |                  |                  |                  | 1                  | 1               | ±0  |
|        | Unabhängige                                                             | 110 552         | 10,14           | 0               | 47 841           | 11,45            | 4                | 1                  | 5               | +4  |
|        | Sonstige Parteien                                                       | 68 015          | 6,24            | 0               |                  |                  |                  | 0                  | 0               | ±0  |
| Total  | Total                                                                   | 1 089 689       | 100,00          | 2               | 417 772          | 100,00           | 25               | 54                 | 81              | ±0  |

### Wahlkreisergebnisse

Wahlkreisgewinner nach Parteizugehörigkeit

|  | Občanská demokratická strana Starostové a nezávislí / Starostové pro Liberecký kraj Křesťanská a demokratická unie – Československá strana lidová Česká strana sociálně demokratická ANO 2011 TOP 09 Senátor 21 Česká pirátská strana Strana zelených Severočeši.cz Strana soukromníků České republiky Sonstige Parteien / Parteilose |

| Wahlkreis               | Bisheriger Senator | Partei | Partei      | Neuer Senator     | Partei | Partei   | % (Stichwahl) |
| ----------------------- | ------------------ | ------ | ----------- | ----------------- | ------ | -------- | ------------- |
| 2 – Sokolov             | Zdeněk Berka       |        | ČSSD        | Miroslav Balatka  |        | STAN     | 59,47         |
| 5 – Chomutov            | Václav Homolka     |        | KSČM        | Přemysl Rabas     |        | SEN 21   | 62,52         |
| 8 – Rokycany            | Milada Emmerová    |        | ČSSD        | Pavel Karpíšek    |        | ODS      | 68,38         |
| 11 – Domažlice          | Jan Látka          |        | ČSSD        | Vladislav Vilímec |        | ODS      | 52,59         |
| 14 – České Budějovice   | Jiří Šesták        |        | STAN/HOPB   | Ladislav Faktor   |        | unabh.   | 61,88         |
| 17 – Praha 12           | Tomáš Grulich      |        | ODS         | Pavel Fischer     |        | unabh.   | 78,08         |
| 20 – Praha 4            | Eva Syková         |        | ČSSD        | Jiří Drahoš1      |        | STAN ua. | 52,65         |
| 23 – Praha 8            | Daniela Filipiová  |        | ODS         | Lukáš Wagenknecht |        | Piráti   | 54,45         |
| 26 – Praha 2            | Libor Michálek     |        | Piráti      | Marek Hilšer      |        | unabh.   | 79,75         |
| 29 – Litoměřice         | Hassan Mezian      |        | ČSSD        | Ladislav Chlupáč  |        | ODS      | 56,40         |
| 32 – Teplice            | Jaroslav Kubera    |        | ODS         | Jaroslav Kubera   |        | ODS      | 55,60         |
| 35 – Jablonec nad Nisou | Jaroslav Zeman     |        | ODS         | Jaroslav Zeman    |        | ODS      | 56,42         |
| 38 – Mladá Boleslav     | Jaromír Jermář     |        | ČSSD        | Raduan Nwelati    |        | ODS      | 61,96         |
| 41 – Benešov            | Luděk Jeništa      |        | TOP 09/STAN | Zdeněk Hraba      |        | STAN     | 60,95         |
| 44 – Chrudim            | Jan Veleba         |        | unabh.      | Jan Tecl          |        | ODS ua.  | 63,89         |
| 47 – Náchod             | Lubomír Franc      |        | ČSSD        | Martin Červíček   |        | ODS      | 56,46         |
| 50 – Svitavy            | Radko Martínek     |        | ČSSD        | Michal Kortyš     |        | ODS      | 62,76         |
| 53 – Třebíč             | František Bublan   |        | ČSSD        | Hana Žáková       |        | STAN     | 77,46         |
| 56 – Břeclav            | Jan Hajda          |        | ČSSD        | Rostislav Koštial |        | ODS      | 64,03         |
| 59 – Brno-město         | Eliška Wagnerová   |        | SZ          | Mikuláš Bek       |        | STAN ua. | 72,40         |
| 62 – Prostějov          | Božena Sekaninová  |        | ČSSD        | Jitka Chalánková  |        | unabh.   | 59,85         |
| 65 – Šumperk            | Zdeněk Brož        |        | KDU-ČSL     | Miroslav Adámek   |        | ANO      | 60,55         |
| 68 – Opava              | Vladimír Plaček    |        | ČSSD        | Herbert Pavera    |        | TOP 09   |               |
| 71 – Ostrava-město      | Leopold Sulovský   |        | Ostravak    | Leopold Sulovský  |        | Ostravak |               |
| 74 – Karviná            | Petr Vícha         |        | ČSSD        | Petr Vícha        |        | ČSSD     | 72,06         |
| 77 – Vsetín             | Jiří Čunek         |        | KDU-ČSL     | Jiří Čunek1       |        | KDU-ČSL  | 51,59         |
| 80 – Zlín               | Patrik Kunčar      |        | KDU-ČSL     | Patrik Kunčar     |        | KDU-ČSL  | 60,77         |

1 Bereits im ersten Wahlgang gewählt